# De vrolijke piraten van Schateiland
De vrolijke piraten van Schateiland (どうぶつ宝島, Dōbutsu Takarajima, letterlijk: Dieren schateiland) is een Japanse animefilm door Toei Animation uit 1971 en werd uitgegeven op de 20e verjaardag van de filmstudio. De film is gebaseerd op het verhaal Schateiland. In deze versie zijn veel van de personages antropomorfisme dieren.

## Nederlandse bewerking
De film werd nagesynchroniseerd door Cinecentrum. De Nederlandse versie is een co-productie door Euro-Centrafilm en Cinecentrum.
- Nederlandse dialogen en liedjes: Ernst van Altena
- Liedjes door De Schellebellen o.l.v. Paula van Alphen
- Montage dialogen: Nely Willemse
- Productie-leiding: Dirk Jan Braat en Tom Manders jr.
- Regie: Eimert Kruidhof

### Rolverdeling
| Acteur            | Personage         |
| ----------------- | ----------------- |
| Coen Flink        | Kapitein Silver   |
| Piet Ekel         | Puk en de Baron   |
| Jules Croiset     | Slinger en de Kok |
| Hero Muller       | Otto              |
| Trudy Libosan     | Bam               |
| Erik van 't Wout  | Jim               |
| Sandrijn Batelaan | Kitty             |

## Uitgave
De film werd in de jaren '70 en '80 vertoond in Nederlandse bioscopen. In België werd de film op zondag 31 december 1978 om 16:45 en op zondag 22 november 1981 om 15:30 op de Nederlandstalige BRT uitgezonden. BRT gebruikte de titel De vrolijke piraten van het schatteneiland.
In Noord-Amerika werd de originele Japanse versie met Engelse ondertiteling op dvd uitgegeven door Discotek Media.